# 정든해솔
정든해솔(2006년 11월 29일 ~ )은 대한민국의 가수이자 래퍼이다. 2021년 싱글 [색든 안경]으로 데뷔했다.

## 방송
- 소년판타지 (2023) - Top37
- 프로젝트세븐 (2024)

## 음반
- 색든 안경 (2021)

## 작사
- 호 PD <색든안경 (With 제주해)> (2022)